# 基州
基州，中国古代的州。
西魏置，治所在今湖北省钟祥市南内方山。辖章山郡、上黄郡二郡。辖境大致包括今湖北省钟祥市南部一带。北周天和六年（571年），基州等地被让给北周扶持的后梁。隋朝大业初年废。  